# Морквина
Мо́рквина — село в Україні, у Компаніївській селищній громаді Кропивницького району Кіровоградської області. До 2020 орган місцевого самоврядування — Коротякська сільська рада. Населення становить 248 осіб (станом на 2001 рік). Село розташоване на південному сході громади, за 18,3 кілометра від центру громади.

## Географія
Село Морквина лежить за 18,3 км на південний схід від центру громади, фізична відстань до Києва — 267,4 км.

## Населення
Станом на 1989 рік у селі проживало 228 осіб, серед них — 99 чоловіків і 129 жінок.
За даними перепису населення 2001 року у селі проживало 248 осіб. Рідною мовою назвали:
| Мова       | Кількість осіб | Відсоток |
| ---------- | -------------- | -------- |
| українська | 248            | 100,00 % |